# 圣公会圣马可座堂 (西雅图)
圣公会圣马可座堂（St. Mark's Episcopal Cathedral）位于美国华盛顿州西雅图，是圣公会奥林匹亚教区的主教座堂。

## 位置
圣马可座堂位于湖景大道一个非常陡峭的山崖顶部，树木繁茂的山坡被称为圣马可绿带。

## 历史
该建筑位于国会山东第10大道西侧，于1926年设计,筹款两年后，1928年9月30日开工建设。大萧条对教区造成了影响。1931年4月25日举行献堂仪式，工程尚未完成。在整个1930年代，该堂一直拖欠抵押贷款。1941年关闭了两年。从1943年到1944年，美军将其用作防空训练设施。1944年，西蒙·亚瑟·休斯顿主教在圣路易斯重启与银行家们的讨论。三年后，还清了抵押贷款，1947年棕枝主日前，烧毁了抵押贷款文件。
2008年3月，该堂牧师罗伯特·泰勒突然辞职，称他与堂委会对于圣马可的未来存在分歧，他们之间失去了信任。经过几年的过渡，在2012年夏天，史蒂文·林恩·托马森接替了泰勒。

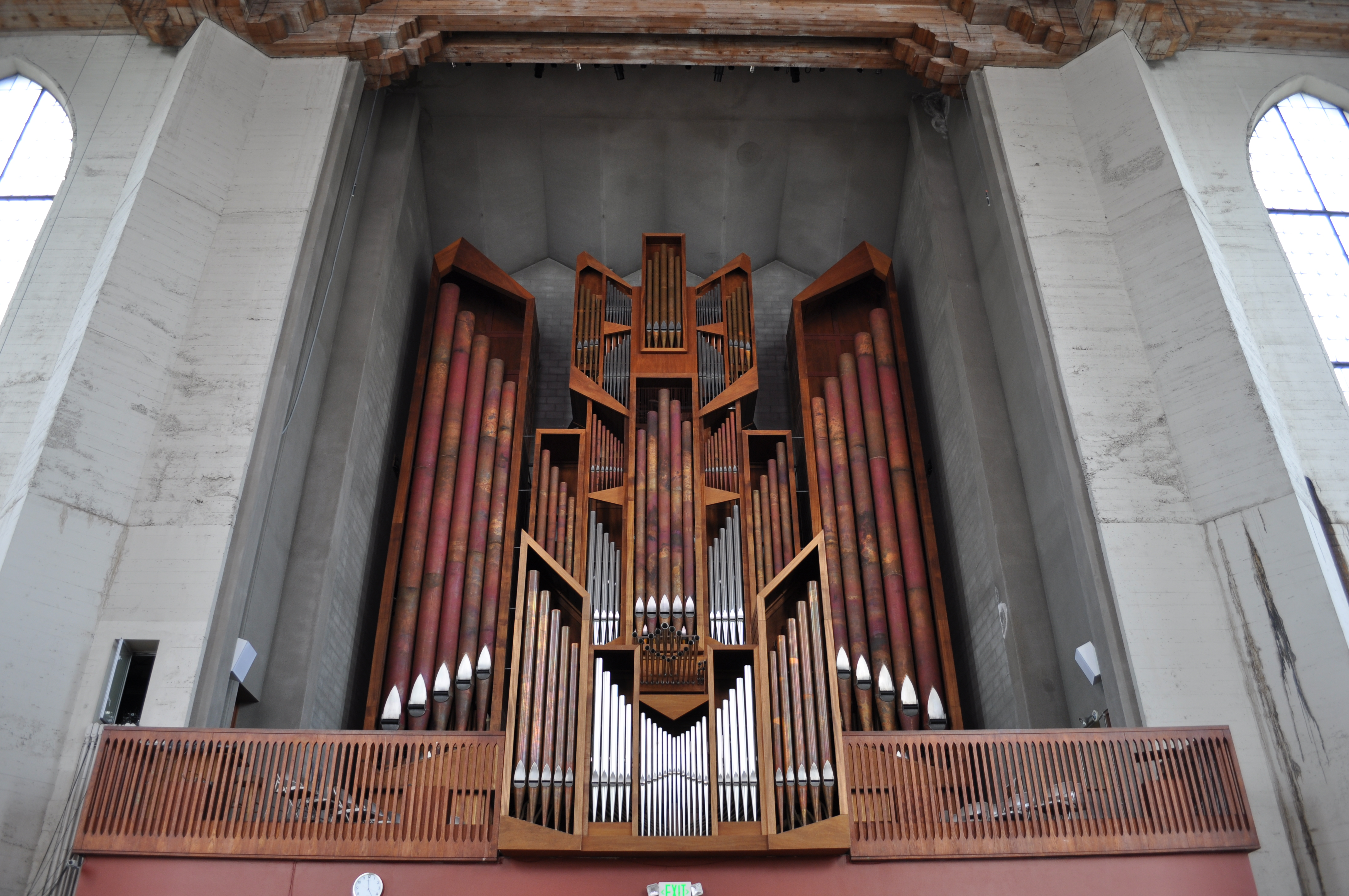
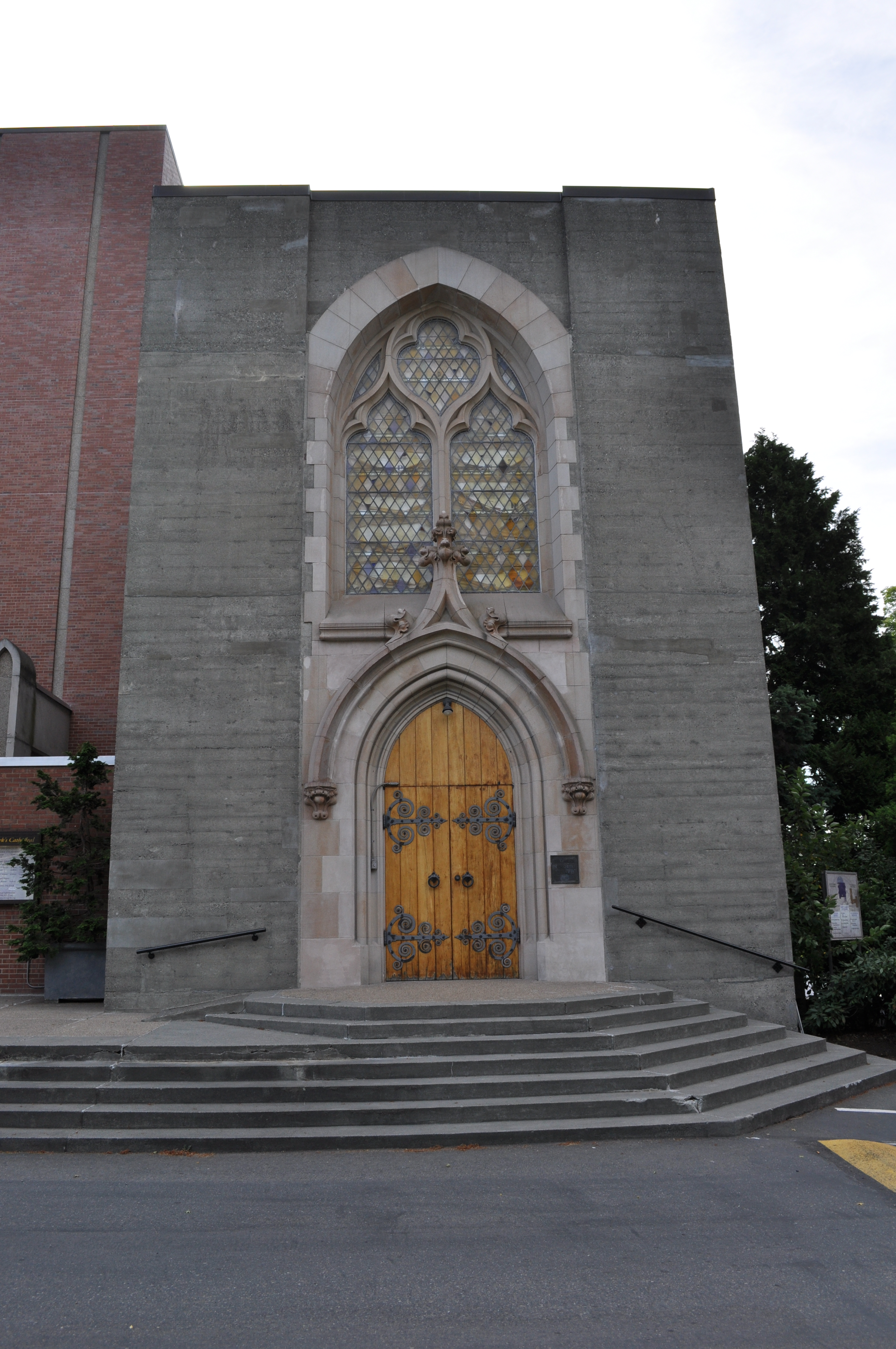
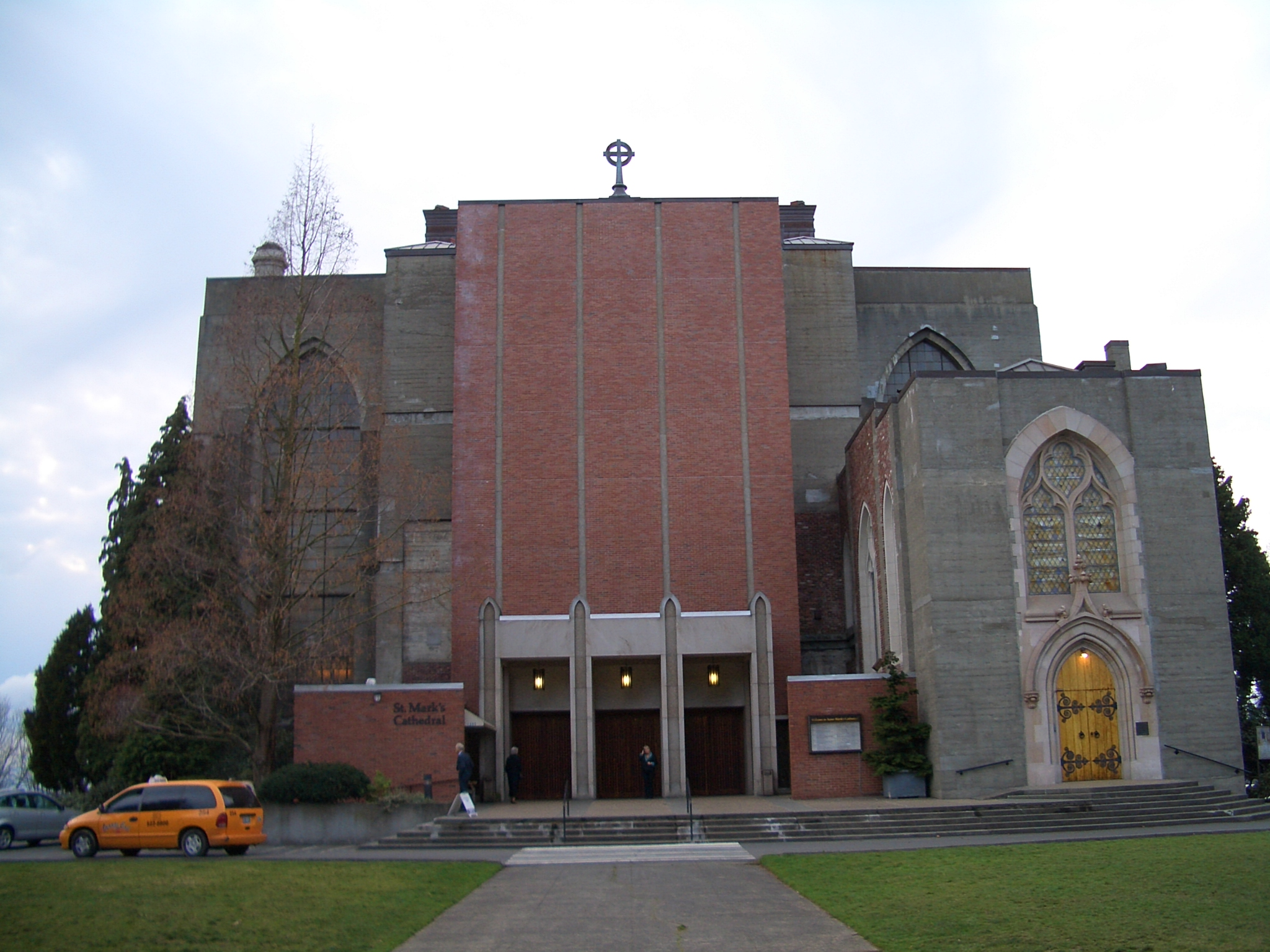
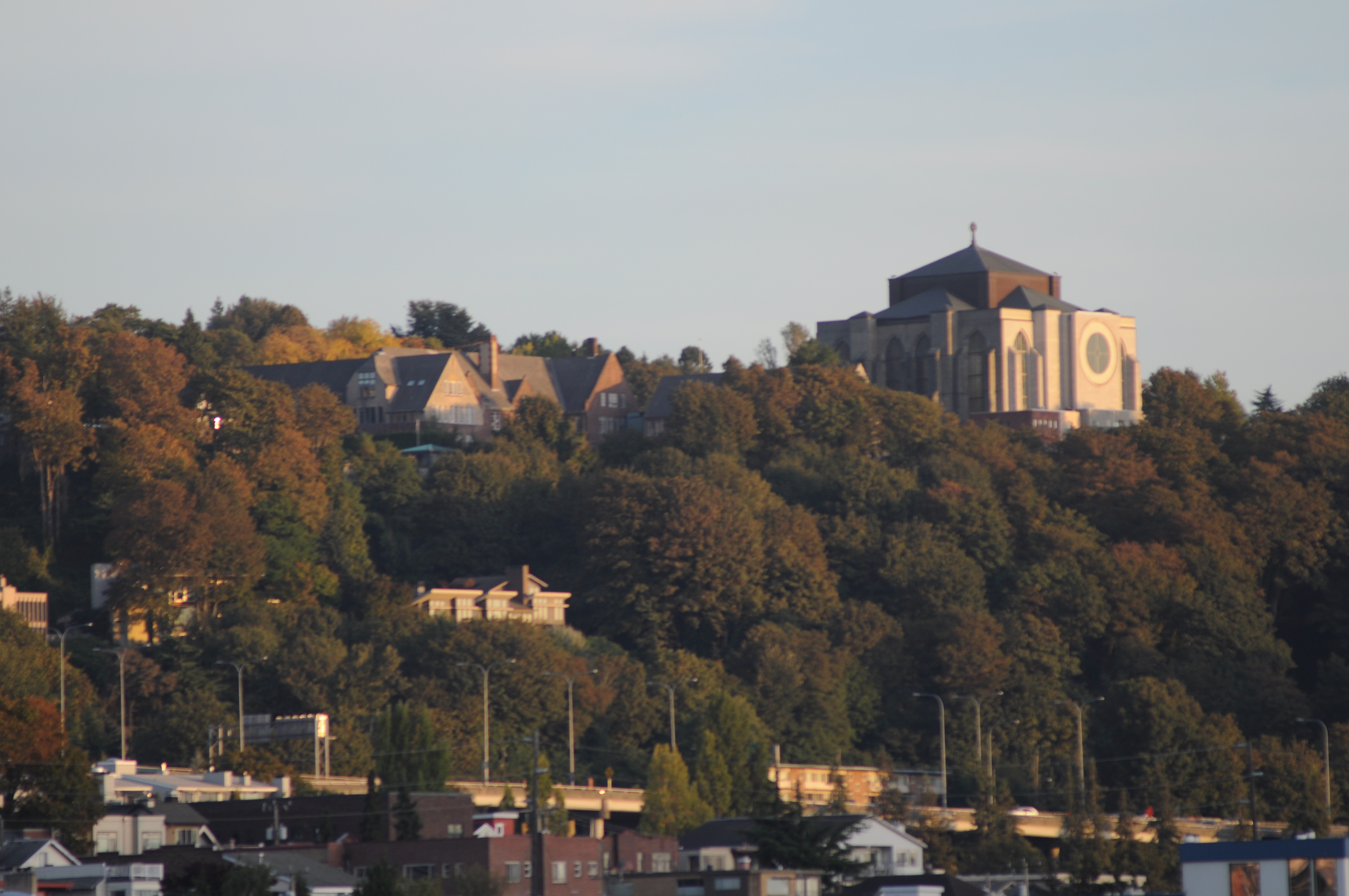
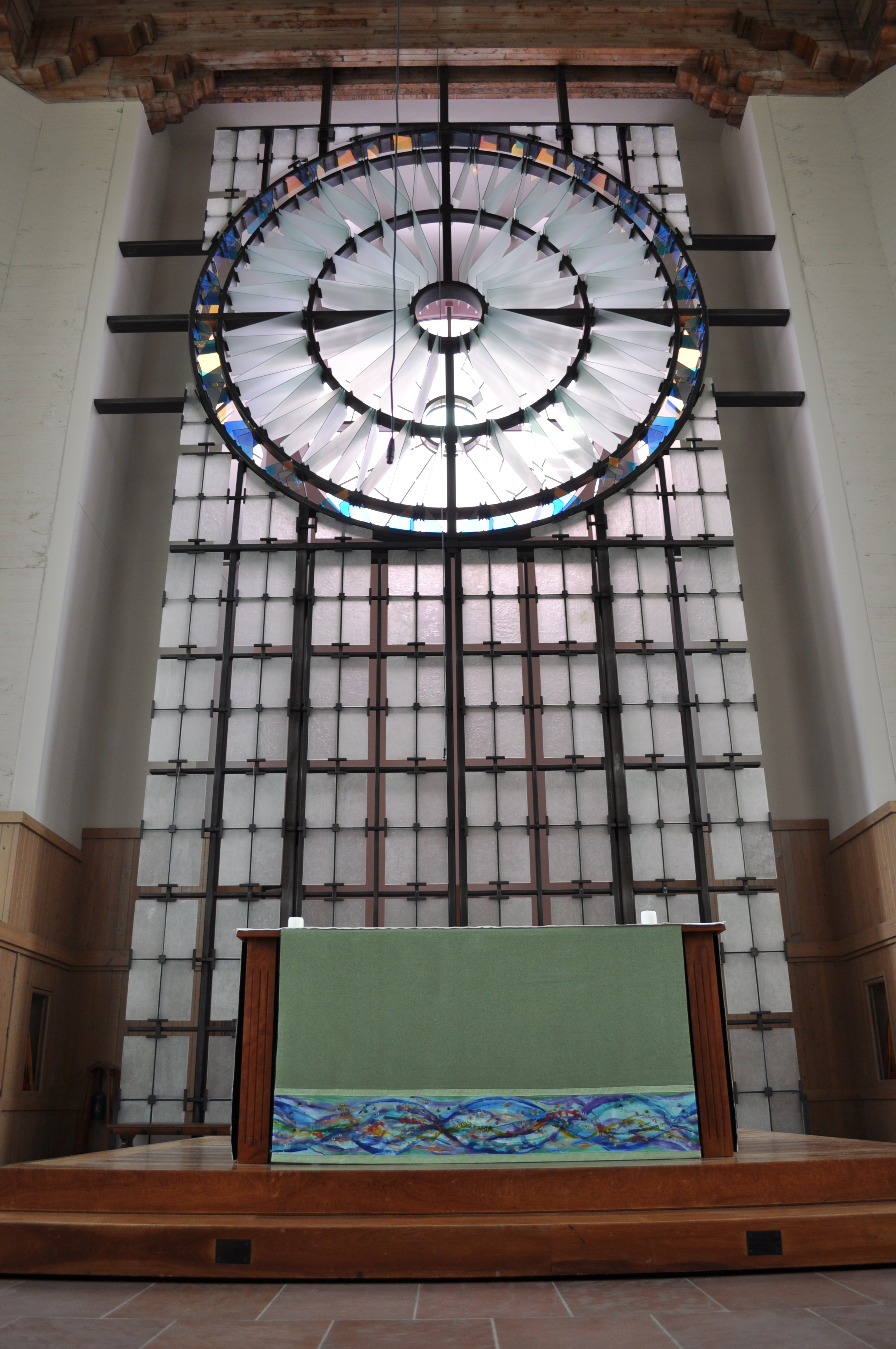
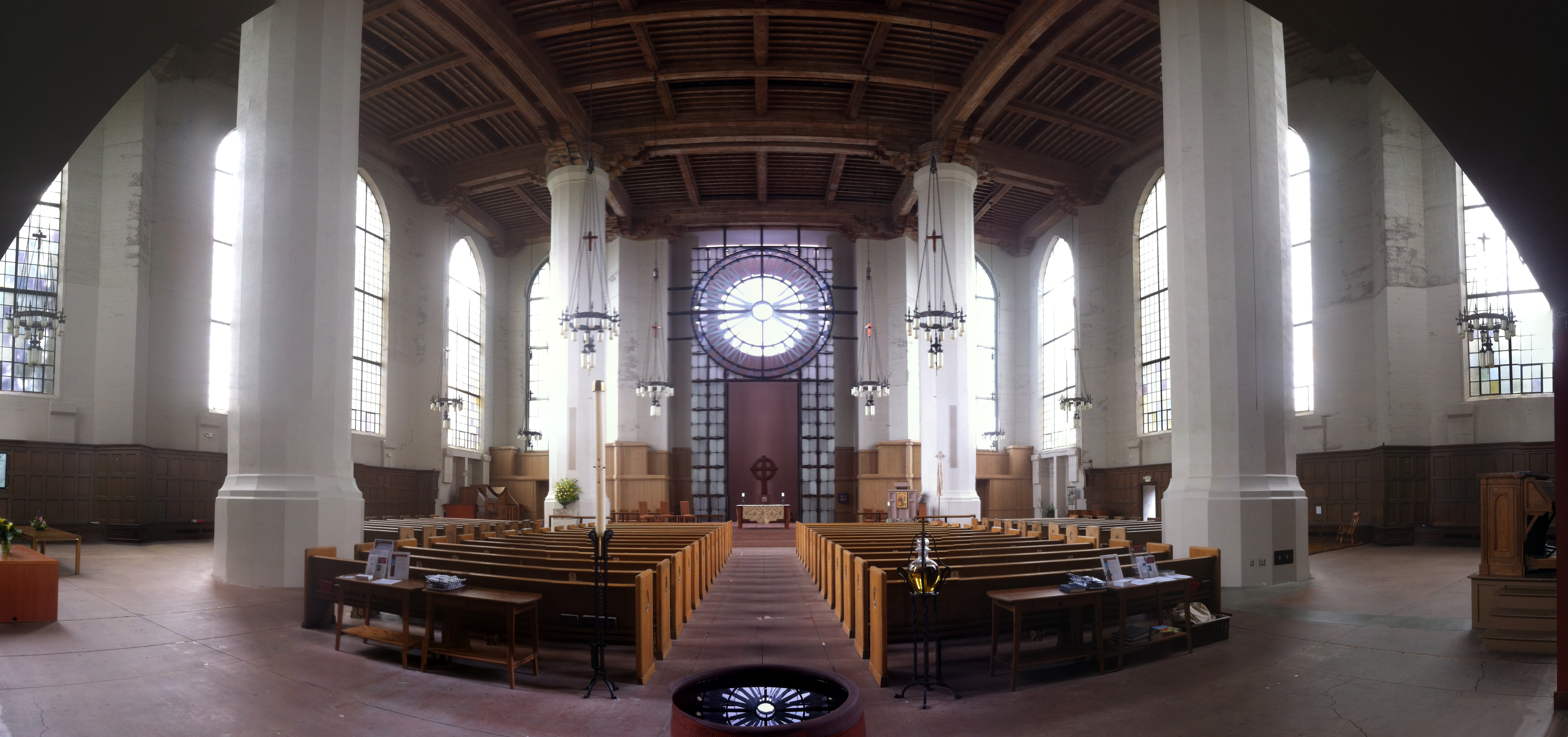
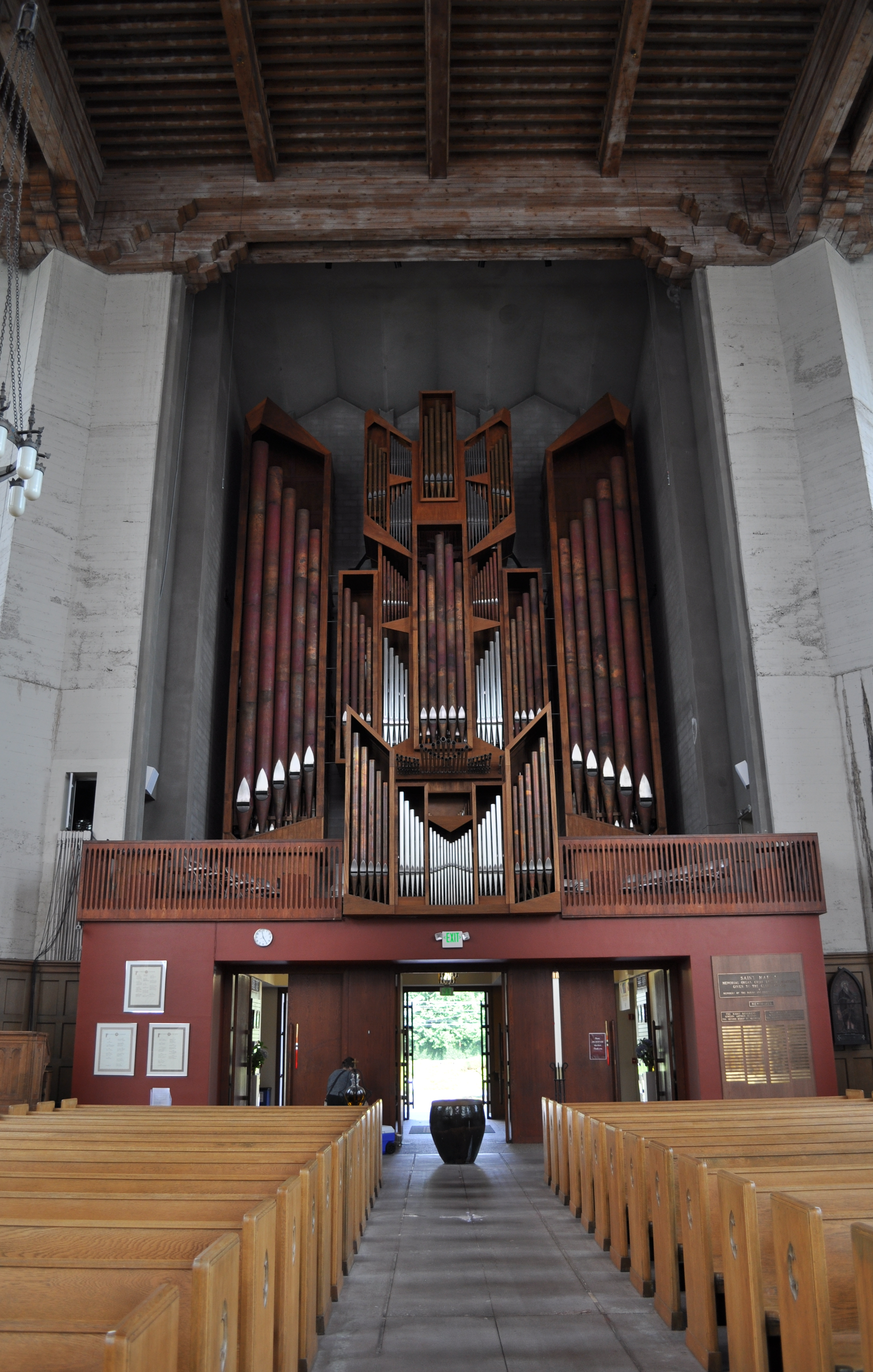
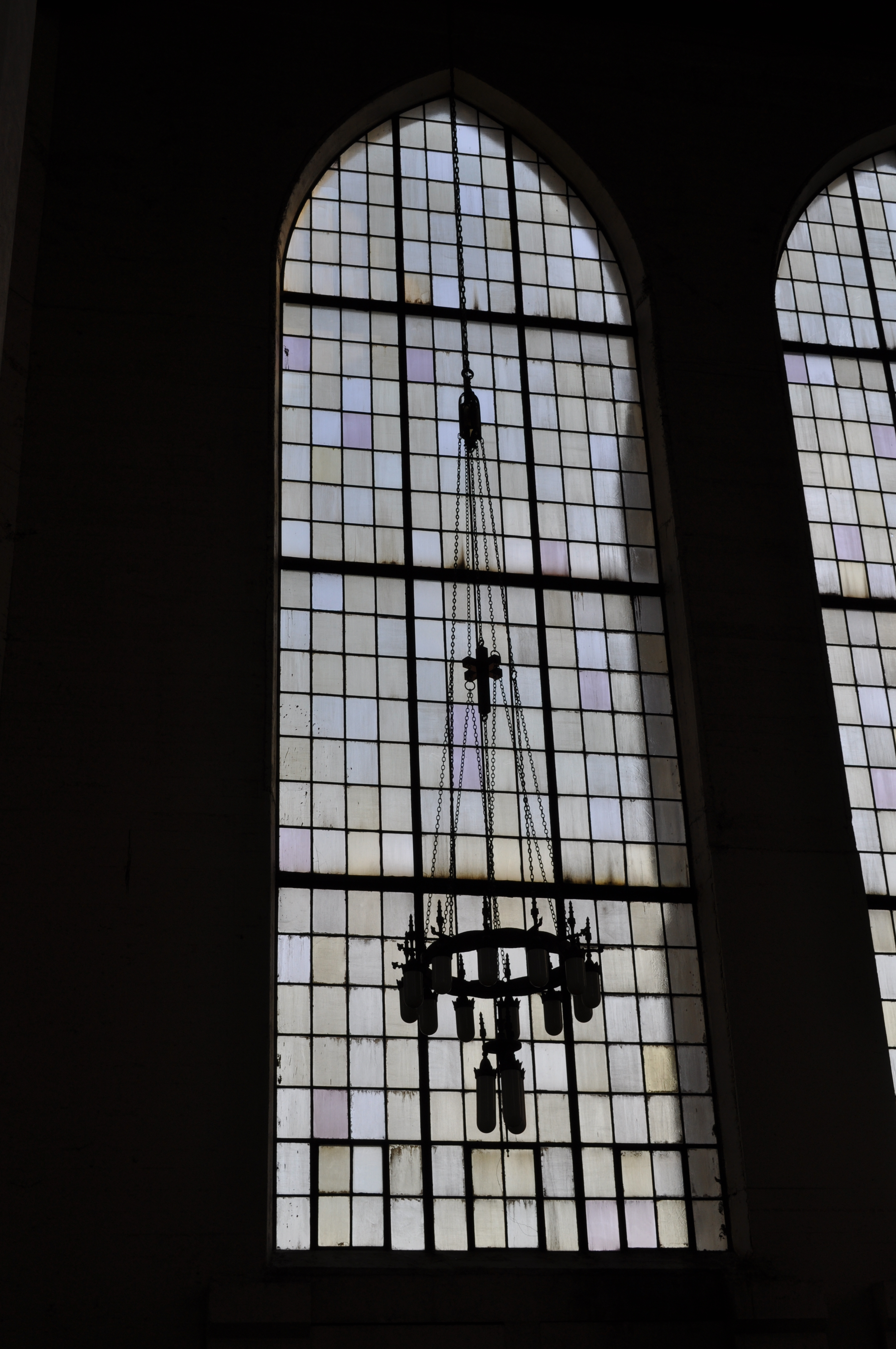